# Borsæ
Borsæ ist der Name eines Sees in der Kommune Tokke in der norwegischen Provinz Telemark. Der See ist Teil des Skiensvassdragets.